# William Cholmondeley, III marchese di Cholmondeley
William Cholmondeley, III marchese di Cholmondeley (Londra, 31 marzo 1800 – Houghton Hall, 16 dicembre 1884) è stato un politico e nobile inglese.

## Biografia
Era il figlio più giovane di George Cholmondeley, I marchese di Cholmondeley (1749-1827), e di sua moglie, lady Georgiana Bertie (1764-1838). Come suo padre ed il fratello maggiore, studiò all'Eton College e al Christ Church (Oxford) di Oxford.
Nel 1822 è stato eletto alla Camera dei Comuni per Castle Rising, carica che mantenne fino al 1832 quando la circoscrizione elettorale venne abolita col Reform Bill. Nel 1852, rappresentò il South Hampshire, carica che mantenne fino al 1857.
Nel 1870 successe al fratello nel titolo di marchese. Divenne membro della Canterbury Association.
Morì il 16 dicembre 1884, all'età di 84 anni. Dal momento che entrambi i figli gli erano premorti, venne succeduto dal nipote George, figlio primogenito del suo primogenito Charles.

## Matrimonio e figli
William sposò, il 28 febbraio 1825, Marcia Emma Georgiana Arbuthnot (10 ottobre 1804-3 novembre 1878), figlia di Charles Arbuthnot e Marcia Clapcote-Lisle. Ebbero sette figli:
- Marcia Charlotte Emma (22 novembre 1826-7 aprile 1828);
- Charlotte Georgiana (4 febbraio 1828-17 agosto 1912), sposò il reverendo Edward Gladwin Arnold, non ebbero figli;
- Charles Cholmondeley, visconte Malpas (9 luglio 1829-7 dicembre 1869);
- Marcia Susan Harriet (18 aprile 1831-10 giugno 1927);
- Henry Vere (4 ottobre 1834-25 febbraio 1882), sposò Fanny Isabella Catherine Spencer, ebbero quattro figli;
- Emma Caroline (11 novembre 1837-26 gennaio 1839).
- Caroline Rachel (4 luglio 1840-11 marzo 1863).

## Ascendenza
|                                                    |                                                  |                                              | Genitori                            |  |  | Nonni |  |  | Bisnonni                                       |  |  | Trisnonni                                     |  |
|                                                    |                                                  |                                              |                                     |  |  |       |  |  | George Cholmondeley, III conte di Cholmondeley |  |  | George Cholmondeley, II conte di Cholmondeley |  |
|                                                    |                                                  |                                              |                                     |  |  |       |  |  | George Cholmondeley, III conte di Cholmondeley |  |  | George Cholmondeley, II conte di Cholmondeley |  |
|                                                    |                                                  | Elizabeth van Ruyterburgh                    |                                     |  |  |       |  |  | George Cholmondeley, III conte di Cholmondeley |  |  |                                               |  |
| George Cholmondeley, visconte Malpas               |                                                  |                                              |                                     |  |  |       |  |  | George Cholmondeley, III conte di Cholmondeley |  |  |                                               |  |
|                                                    |                                                  | Lady Mary Walpole                            | Robert Walpole, I conte di Orford   |  |  |       |  |  |                                                |  |  |                                               |  |
|                                                    |                                                  | Lady Mary Walpole                            | Robert Walpole, I conte di Orford   |  |  |       |  |  |                                                |  |  |                                               |  |
|                                                    |                                                  | Lady Mary Walpole                            | Catherine Shorter                   |  |  |       |  |  |                                                |  |  |                                               |  |
| George Cholmondeley, I marchese di Cholmondeley    |                                                  | Lady Mary Walpole                            |                                     |  |  |       |  |  |                                                |  |  |                                               |  |
|                                                    |                                                  | Sir Francis Edwardes, IV baronetto           | Sir Francis Edwardes, III baronetto |  |  |       |  |  |                                                |  |  |                                               |  |
|                                                    |                                                  | Sir Francis Edwardes, IV baronetto           | Sir Francis Edwardes, III baronetto |  |  |       |  |  |                                                |  |  |                                               |  |
|                                                    |                                                  | Sir Francis Edwardes, IV baronetto           | Susan Harvay                        |  |  |       |  |  |                                                |  |  |                                               |  |
| Hester Edwardes                                    |                                                  | Sir Francis Edwardes, IV baronetto           |                                     |  |  |       |  |  |                                                |  |  |                                               |  |
|                                                    |                                                  | Hester Lacon                                 | John Lacon                          |  |  |       |  |  |                                                |  |  |                                               |  |
|                                                    |                                                  | Hester Lacon                                 | John Lacon                          |  |  |       |  |  |                                                |  |  |                                               |  |
|                                                    |                                                  | Hester Lacon                                 | Jane Alport                         |  |  |       |  |  |                                                |  |  |                                               |  |
| William Cholmondeley, III marchese di Cholmondeley |                                                  | Hester Lacon                                 |                                     |  |  |       |  |  |                                                |  |  |                                               |  |
|                                                    | Peregrine Bertie, II duca di Ancaster e Kesteven | Robert Bertie, I duca di Ancaster e Kesteven |                                     |  |  |       |  |  |                                                |  |  |                                               |  |
|                                                    | Peregrine Bertie, II duca di Ancaster e Kesteven | Robert Bertie, I duca di Ancaster e Kesteven |                                     |  |  |       |  |  |                                                |  |  |                                               |  |
|                                                    | Peregrine Bertie, II duca di Ancaster e Kesteven | Mary Wynn                                    |                                     |  |  |       |  |  |                                                |  |  |                                               |  |
| Peregrine Bertie, III duca di Ancaster e Kesteven  | Peregrine Bertie, II duca di Ancaster e Kesteven |                                              |                                     |  |  |       |  |  |                                                |  |  |                                               |  |
|                                                    |                                                  | Jane Brownlow                                | Sir John Brownlow, III baronetto    |  |  |       |  |  |                                                |  |  |                                               |  |
|                                                    |                                                  | Jane Brownlow                                | Sir John Brownlow, III baronetto    |  |  |       |  |  |                                                |  |  |                                               |  |
|                                                    |                                                  | Jane Brownlow                                | Alice Sherard                       |  |  |       |  |  |                                                |  |  |                                               |  |
| Lady Georgiana Charlotte Bertie                    |                                                  | Jane Brownlow                                |                                     |  |  |       |  |  |                                                |  |  |                                               |  |
|                                                    |                                                  | Thomas Panton                                | Thomas Panton                       |  |  |       |  |  |                                                |  |  |                                               |  |
|                                                    |                                                  | Thomas Panton                                | Thomas Panton                       |  |  |       |  |  |                                                |  |  |                                               |  |
|                                                    |                                                  | Thomas Panton                                | Mary Cotton                         |  |  |       |  |  |                                                |  |  |                                               |  |
| Mary Panton                                        |                                                  | Thomas Panton                                |                                     |  |  |       |  |  |                                                |  |  |                                               |  |
|                                                    |                                                  | Priscilla                                    | …                                   |  |  |       |  |  |                                                |  |  |                                               |  |
|                                                    |                                                  | Priscilla                                    | …                                   |  |  |       |  |  |                                                |  |  |                                               |  |
|                                                    |                                                  | Priscilla                                    | …                                   |  |  |       |  |  |                                                |  |  |                                               |  |
|                                                    |                                                  | Priscilla                                    |                                     |  |  |       |  |  |                                                |  |  |                                               |  |